# Portada/efemèride octubre 29
Frances Hodgson Burnett
« 28 d'octubre · 29 d'octubre · 30 d'octubre »